# Jeff Dawn
Jeff Dawn é um maquiador estadunidense. Venceu o Oscar de melhor maquiagem e penteados na edição de 1992 por Terminator 2: Judgment Day, ao lado de Stan Winston.

## Vida pessoal e família
Ele vem de uma família de maquiadores - seu avô Jack Dawn trabalhou em O Mágico de Oz. Seu pai Robert Dawn e tio Wes Dawn também eram maquiadores. Seu filho Patrick Dawn também é maquiador.